# Лицинии
Лициниите (на латински: Licinii) са римска плебейска фамилия в Древен Рим с име Лициний (Licinius) от gens Licinia. Жените носят името Лициния.
Клонове на фамилията са Лицинии Краси (Licinii Crassi), Калв (Licinii Calvi), Лицинии Лукули (Licinii Luculli), Мурена (Licinii Murenae), Нерва (Licinii Nervae) и Вари (Licinii Vari).

## Лициний (Licinius)
- Гай Лициний, един от първите народни трибуни 493 пр.н.е.
- Публий Лициний, един от първите народни трибуни 493 пр.н.е.
- Спурий Лициний, народен трибун 481 пр.н.е.

## Лицинии Вари (Licinii Vari)
- Публий Лициний Вар, дядо на консула от 236 пр.н.е.
- Публий Лициний Вар, баща на консула от 236 пр.н.е.
- Гай Лициний Вар, консул 236 пр.н.е.
- Публий Лициний Вар, praetor urbanus 208 пр.н.е.
- Гай Лициний Вар, баща на консулите Публий от 171 и Гай Лициний Крас от 168 пр.н.е. и на Лициния, съпруга на Публий Муций Сцевола

## ЛицинииКалв(Licinii Calvi)
- Публий Лициний Калв Есквилин, консулски военен трибун 400 и 396 пр.н.е.
- Гай Лициний Калв (началник на конницата), първият плебей избран за magister equitum през 368 пр.н.е.
- Гай Лициний Калв, консул 364 пр.н.е.
- Гай Лициний Калв Столон (Столон), осем пъти народен трибун 376 – 367 пр.н.е., закон Leges Liciniae Sextiae, консул 361 пр.н.е.
- Лициний Мацер Калв (82 – 47 пр.н.е.), римски оратор и поет, син на Гай Лициний Мацер

## Лицинии Краси(Licinii Crassi)
- Публий Лициний Крас Див, консул 205 пр.н.е.
- Публий Лициний Крас (консул 171 пр.н.е.)
- Гай Лициний Крас, консул 168 пр.н.е.
- Публий Лициний Крас Див Муциан, осиновен, консул 131 пр.н.е.
- Луций Лициний Крас, консул 95 пр.н.е., оратор
- Публий Лициний Крас (консул 97 пр.н.е.)
- Марк Лициний Крас, триумвир, консул 70 и 55 пр.н.е.
- Публий Лициний Крас (син на триумвир), служи при Юлий Цезар в Галия 58 – 56 пр.н.е.
- Марк Лициний Крас (младши), консул 30 пр.н.е.
- Марк Лициний Крас Фруги, консул 14 пр.н.е.
- Марк Лициний Крас Фруги (консул 27 г.)
- Марк Лициний Крас Фруги (консул 64 г.)
- Гай Калпурний Пизон Крас Фруги Лициниан, суфектконсул 87 г.

## Лицинии Лукули (Licinii Luculli)
- Луций Лициний Лукул, едил 202 пр.н.е.
- Луций Лициний Лукул (консул 151 пр.н.е.), консул 151 пр.н.е., син на предния
- Луций Лициний Лукул (претор 104 пр.н.е.), син на консула от 151 пр.н.е, женен за Цецилия, дъщеря на Луций Цецилий Метел Калв
- Луций Лициний Лукул (Лукул), консул 74 пр.н.е., син на претора от 104 пр.н.е.
- Луций Лициний Лукул, умира в битката при Филипи, 42 пр.н.е., син на Лукул и Сервилия
- Марк Теренций Варон Лукул (Марк Лициний Лукул), консул 73 пр.н.е., син на претора от 104 пр.н.е.
- Марк Лициний Лукул, претор 186 пр.н.е.
- Гай Лициний Лукул, народен трибун 196 пр.н.е.
- Публий Лициний Лукул, народен трибун 110 пр.н.е.
- Луций Лициний Лукул, претор 67 пр.н.е.
- Салустий Лукул, управител на Британия

## ЛицинииМурена(Licinii Murenae)
- Луций Лициний Мурена, претор 88 пр.н.е., управител на Азия, води война против Митридат VI; баща на консула от 62 пр.н.е.
- Луций Лициний Мурена, консул 62 пр.н.е.
- Авъл Теренций Варон Мурена (роден: Авъл Лициний Мурена), консул 23 пр.н.е.; прави заговор срещу Август
- Луций Лициний Варон Мурена, заговорник срещу Август
- Гай Лициний Мурена, легат на Луций Лициний Мурена

## Лицинии Нерва (Licinii Nervae)
- Гай Лициний Нерва (претор 167 пр.н.е.), претор 167 пр.н.е. в Далечна Испания
- Авъл Лициний Нерва (трибун), народен трибун 177 пр.н.е.
- Авъл Лициний Нерва (претор), претор 143 пр.н.е.
- Гай Лициний Нерва (трибун), народен трибун 120 пр.н.е.
- Гай Лициний Нерва, народен трибун 63 пр.н.е.
- Публий Лициний Нерва, претор 104 пр.н.е.
- Авъл Лициний Нерва Силиан, консул 7 г., осиновен от един Нерва
- Авъл Лициний Нерва Силиан (консул 65 г.)

## Жени
- Лициния, съпруга на Марк Порций Катон Стари, (консул 195 пр.н.е.)
- Лициния (188 – 180 пр.н.е.), съпруга на Публий Муций Сцевола (консул 175 пр.н.е.)
- Лициния († 153 пр.н.е.), съпруга на Клавдий Асел, убита заради убийство на съпруга ѝ
- Двете дъщери на Публий Лициний Крас Муциан и Клавдия, сестра на Апий Клавдий Пулхер (консул 143 пр.н.е.):
  - Лициния Краса Стара, (2 век пр.н.е.), съпруга на Гай Сулпиций Галба, син на Сервий Сулпиций Галба
  - Лициния Краса Млада, съпруга на Гай Гракх (народен трибун 123 пр.н.е.)
- Дъщерите на Луций Лициний Крас и Муция:
  - Лициния Краса Стара, съпруга на Публий Корнелий Сципион Назика Серапион, (консул 111 пр.н.е.)
  - Лициния Краса Млада, съпруга на Квинт Цецилий Метел Пий, (консул 80 пр.н.е.)
  - Лициния, съпруга на Гай Марий Младши (сп. Плутарх и Цицерон)
- Лициния, весталка, 113 пр.н.е. по времето на Луций Касий Лонгин Равила
- Лициния, дъщеря на Гай Лициний Крас (народен трибун 145 пр.н.е.), весталка 114 пр.н.е.
- Лициния Краса, съпруга на Квинт Муций Сцевола (консул 95 пр.н.е.), майка на Муция Терция (съпругата на Помпей Велики)
- Лициния, весталка, 73 пр.н.е. съдена за връзка с Марк Лициний Крас, но е намерена за невинна
- Лициния Стара (Магна), съпруга на Луций Калпурний Пизон (консул 57 г.)
- Лициния Претекстата, дъщеря на Марк Лициний Крас Фруги (консул 64 г.), весталка
- Лициния Евдоксия (* 422; † 462), съпруга на западноримския император Валентиниан III

## Други
- Гай Лициний Гета, консул 116 пр.н.е.
- Гай Лициний Мацер, аналист, претор 68 пр.н.е.
- Гай Лициний Муциан, суфектконсул 70 и 72 г.
- Луций Лициний Сура, за трети път консул 107 г.
- Марк Стаций Приск Лициний Италик, консул 159 г.
- Публий Лициний Галиен (Галиен), римски император 218 г.
- Публий Лициний Валериан (Валериан I), римски император (253 – 260)
- Лициний Валериан Млади (Валериан II), римски цезар
- Лициний Валериан, консул 265 г., половин брат на император Галиен
- Публий Лициний Егнаций Мариниан (Мариниан), консул 268 г., син на римския император Галиен
- Публий Лициний Корнелий Салонин Валериан (Салонин), по младия син на Галиен
- Флавий Галерий Валерий Лициниан Лициний, (Лициний), император (308 – 324)
- Валерий Лициниан Лициний Младши (Лициний II), съимператор (317 – 324)